# Kongregacja ds. Ceremoniału
Święta Kongregacja ds. Ceremoniału, Święta Kongregacja ds. Ceremonii – dawna kongregacja kardynalska Kurii Rzymskiej, zajmująca się pilnowaniem przestrzegania zasad ceremoniału na dworze papieskim oraz udzielania odpowiednich pouczeń w zakresie ceremoniału kardynałom i nuncjuszom pełniącym swe funkcje poza dworem papieskim.
Istnienie kongregacji kardynalskiej do spraw ceremonii odnotowano w źródłach już za pontfikatu Grzegorza XIII w 1574. Liczyła ona wówczas szesnastu kardynałów, jednak o jej szczegółowych zadaniach i działalności nic bliżej nie wiadomo. Następny papież Sykstus V w konstytucji Immensa Aeterni Dei z 22 stycznia 1588 ustanowił stałą Kongregację ds. Obrzędów i Ceremonii, której głównym zadaniem było stanie na straży porządku w liturgii i sakramentach oraz przeprowadzanie procesów beatyfikacyjnych i kanonizacyjnych, ale także organizowanie i czuwanie nad przebiegiem ceremonii na dworze papieskim. Ten ostatni obszar został jednak wydzielony spod jej kompetencji, kiedy w 1627 papież Urban VIII utworzył odrębną Kongregację ds. Ceremoniału.
W skład Świętej Kongregacji ds. Ceremoniału wchodziło kilku (czasem kilkunastu) kardynałów, mistrz papieskich ceremonii liturgicznych oraz inni papiescy ceremoniarze, z których jeden pełnił funkcję jej sekretarza.
Nie do końca jasna pozostaje kwestia kierownictwa Kongregacji. Według Gaetano Moroniego każdorazowo prefektem tej Kongregacji zostawał z urzędu dziekan Świętego Kolegium Kardynałów. Z „Roczników papieskich” z XVII i XVIII wieku wynika jednak, że zasadę tę wprowadzono dopiero w roku 1791, gdyż przed tą datą nie wymieniają one (z jednym wyjątkiem) żadnych prefektów tej Kongregacji i nawet nie zawsze wymieniają dziekana Świętego Kolegium wśród jej członków. Z roczników tych wynika także, że za pontyfikatu Urbana VIII (zm. 1644) przewodniczącym tej Kongregacji był ówczesny superintendent generalny Państwa Kościelnego kardynał Francesco Barberini. Następnie kardynał Carlo de’ Medici (zm. 1666) był tytułowany jako prefekt Kongregacji ds. Ceremoniału za pontyfikatu Aleksandra VII (1655-1667), jednak po jego śmierci w 1666 Kongregacja ta nie miała żadnego prefekta aż do roku 1791.
Kongregację tę skasował papież Paweł VI z dniem 1 stycznia 1968.
Poniżej lista dziekanów Świętego Kolegium będących jednocześnie prefektami Świętej Kongregacji ds. Ceremoniału w latach 1791–1967:
- Giovanni Francesco Albani (1791-1803)
- Henry Benedict Stuart (1803-1807)
- Leonardo Antonelli (1807-1811)
- Alessandro Mattei (1815-1820)
- Giulio Maria della Somaglia (1820-1830)
- Bartolomeo Pacca (1830-1844)
- Lodovico Micara OFMCap (1844-1847)
- Vincenzo Macchi (1847-1860)
- Mario Mattei (1860-1870)
- Costantino Patrizi Naro (1870-1876)
- Luigi Amat di San Filippo e Sorso (1877-1878)
- Camillo di Pietro (1878-1884)
- Carlo Sacconi (1884-1889)
- Raffaele Monaco La Valletta (1889-1896)
- Luigi Oreglia di Santo Stefano (1896-1913)
- Serafino Vannutelli (1913-1915)
- Vincenzo Vannutelli (1915-1930)
- Gennaro Granito Pignatelli di Belmonte (1930-1948)
- Francesco Marchetti Selvaggiani (1948-1951)
- Eugène Tisserant (1951-1967)